# Nevado del Tolima
Nevado del Tolima je název v současnosti neaktivního stratovulkánu, nacházejícího se v Kolumbii, v provincii Tolima, jižně od vulkánu Nevado del Ruiz. Sopka je poměrně mladá, andezitové-dacitové horniny mají stáří přibližně 40 000 let. Sopka je vybudována na starší, pleistocenní kaldeře s průměrem 3 km. Vrchol sopky je tvořen kráterem trychtýřového tvaru a více lávovými dómy. Poslední velká erupce se odehrála před 3600 lety, když destrukce lávového dómu vyprodukovala objemnější množství pyroklastických proudů, v současnosti uložených na severovýchodní až jihovýchodní straně sopky. V 19 a 20. století bylo zaznamenáno několik menších explozivních erupcí.